# Joseph Schmidt
Joseph Schmidt (Davydivka, 4 maart 1904 - Girenbad, 16 november 1942) was een Oostenrijks-Roemeens tenorzanger en filmacteur. Hij werd geboren in het dorpje Davydivka onder de rook van Czernowitz in het hertogdom Boekovina, dat deel uitmaakte van Oostenrijk-Hongarije (thans Oekraïne). Hij stierf als gevolg van zijn behandeling in een interneringskamp te Girenbad, Zwitserland. Hij was het derde kind van Joodse ouders en had twee oudere zusters.
Hoewel hij gedurende het interbellum zeer bekend en geliefd was in Nederland, kennen de meeste Nederlanders nu nog slechts het door hem vertolkte lied: "Ik hou van Holland", geschreven door de Rotterdamse componist Willy Schootemeijer.

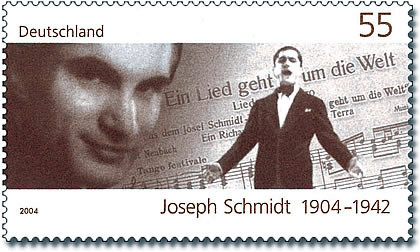
Postzegel uitgegeven ter gelegenheid van de honderdste verjaardag van Joseph Schmidt (Deutsche Post 2004)

## Opkomst
Schmidt doorliep het gymnasium in Czernowitz (Oekraïens: Чернівці (Černivci), Roemeens: Cernăuţi, Russisch: Черновцы (Černovcy), Pools: Czerniowce) - toen in het uiterste oosten van Oostenrijk-Hongarije gelegen, in het hertogdom Boekovina. Hij sprak al Duits, Roemeens, Jiddisch en zong Hebreeuws in de Tsjernivtsi-synagoge, een stad gezegend met een rijk joods cultureel leven.

## Roem (1925-1933)
Joseph Schmidt, net 21 jaar oud, vertrok in 1925 naar Berlijn om zijn zangkunst te vervolmaken. De directeur van het Berlijnse Conservatorium was zo onder de indruk van het natuurtalent van Schmidt, dat hij hem midden in het schooljaar aannam als student en ervoor zorgde dat Joseph, die armlastig was, niets hoefde te betalen voor zijn zanglessen. Een jaar lang oefende Joseph het midden- en lage register van zijn stem. Het hoge register beheerste hij van nature.

### Terug naar Roemenië
Na zijn Berlijnse opleiding keerde Schmidt terug naar Roemenië. Hij vervulde in Boekovina 20 maanden zijn dienstplicht in het Roemeense leger, door in de militaire kapel te spelen. Eind 1927 kwam hij uit dienst en kreeg meteen een aanbod van de joodse gemeente in Czernowitz, om in december tijdens de hoge feestdagen te komen zingen, tegen een vorstelijk honorarium. Bovendien zouden er vertegenwoordigers van de Israëlitische Gemeente -helemaal uit Antwerpen en Rotterdam- onder zijn gehoor zijn. Ook zij bleken onder de indruk, en in januari 1929 trad Joseph Schmidt voor het eerst op in niet-Duitstalig gebied, in Antwerpen.

### Berlijn
Begin 1929 was hij opnieuw in Berlijn en ontmoette daar Cornelis Bronsgeest, een beroemde Nederlandse bariton, die hoofd was geworden van de muziekafdeling van de Radio Berlijn. En die voor het nieuwe medium voortdurend op zoek was naar muzikaal talent. Hij beschrijft zijn geestdrift als Schmidt bij hem komt voorzingen. "De nieuwe Caruso is opgestaan", constateerde hij verbijsterd; "En dan die hoge C -heerlijk. Ik wierp mij op de vleugel, greep het mannetje bij de schouders, boog mijn hoofd... het wás zo, die tonen kwamen uit hem, uit zijn keel, uit deze kleine mens, wiens hoofd nauwelijks tot mijn borst reikte. Wij waren met stomheid geslagen!" 
Schmidt maakte zijn debuut voor de microfoon op 18 april 1929. En was op slag beroemd. Hij kreeg een contract bij Radio Berlijn. Omdat geen van de luisteraars hem ooit gezien had, deden de wildste geruchten de ronde. Achter deze stralende stem moest toch een stralende persoonlijkheid steken. En als deze zich niet in de openbaarheid vertoonde, moesten daar toch belangrijke redenen voor zijn. Hij zou vreselijke littekens hebben, of kreupel zijn, beweerde men. Of hij bediende zich van een pseudoniem en zou van koninklijken bloede zijn, zo werd gefluisterd. De waarheid was dat Schmidt zo verlegen was, dat hij vreesde een zenuwinzinking te krijgen als hij in het openbaar zou moeten optreden. Hij was inmiddels 25, kon zich niet meer voordoen als een jongetje; hij schaamde zich voor zijn postuur.
Op 31 augustus 1929 kwam het er toch van. De decorontwerper had een soort loopbrug diagonaal over de bühne van het Grosse Schauspielhaus laten bouwen, waarover Joseph Schmidt, verheven boven het koor, zich vrij kon bewegen als de wondertenor Laredo. Het werkte. De revue De Drie Musketiers van Ralph Benatzky was een doorslaand succes. Vanwege de top-bezetting in de bak en op de bok, evenzeer als op de planken. De enscenering was het gesprek van de dag, de balletten spectaculair. De recensenten juichten. Maandenlang stond Schmidt voor een uitverkocht huis.

### Grammofoon
Tezelfdertijd debuteerde Schmidt op de grammofoonplaat met een duo uit Tosca op HMV. Zijn volgende grammofoonplatenfirma Ultraphon zorgde ervoor dat hij een van de meest beluisterde Duitstalige artiesten werd van zijn tijd.
Er werden in de loop der tijd ongeveer 125 officiële opnamen gemaakt maar er bestaan ook nog 40 live-opnames: opera, operette, liederen, geestelijke muziek, canzonen, film-liedjes, schlagers. Hij kreeg drie- tot achthonderd rijksmark per opname.

### Tournees en film
Schmidt maakte niet alleen tournees door Duitsland. Hij zong in 1932 in Wenen en na enkele optredens voor de VARA-microfoon in Hilversum, ook in Nederland. Bij een openluchtconcert op de renbaan van Birkhoven bij Amersfoort op 5 juli 1936, tijdens het VARA-zomerfeest, stond hij voor een menigte van honderdduizend Nederlandse bewonderaars.
Ondertussen speelde Schmidt ook in films. Hoewel hij slechts een bijrol zong in de geluidsfilm Der Liebesexpress (1931), werd die meteen verkocht naar Oostenrijk, en -Engelstalig- naar de Verenigde Staten. Enige tijd later werden opnieuw twee muziek-films met Schmidt opgenomen: Goethe lebt! en Gehetzte Menschen. Van de laatste film zou de Duitse versie later 'bereinigt' worden van joodse medewerkers. Schmidts stem zou vervangen worden door een uitvoering door orkest, de aftiteling weggelaten.

## De ommekeer (1933-1938)
In februari 1933 trad Schmidt voor het laatst op in de Wintergarten, een dag later voor het laatst voor een Duitse omroep. Een week later werd hem de toegang tot de studio's ontzegd.
Nog ging in mei van dat jaar een nieuwe film met Joseph Schmidt in de hoofdrol, "Ein Lied geht um die Welt", in première in Berlijn. Hitlers Minister voor Propaganda Joseph Goebbels was erbij en vond het prachtig. "Een mijlpaal voor de Duitse film.", noemde hij het, "Mooie propaganda." Ernst Neubach (de tekstschrijver van Schmidts liedjes)  beweerde dat Goebbels Schmidt bij die gelegenheid een gigantisch honorarium bood, als hij maar zou blijven zingen voor de radio. En beloofde hem -het toppunt van cynisme- 'ere-Ariër' te maken. Dat is er nooit van gekomen. Natuurlijk deed Goebbels dat voorstel niet. Hij sprak zelfs nooit met Schmidt en beval de pers om de film af te kraken.
De nazi-krant Völkische Beobachter schreef hatelijk over Schmidt in de film: "Hij is te klein, de zanger, te lelijk. Maar hij is zoooo begááfd, zo edelmoedig, geen engel is zo rein. Maar wat niemand zegt en ieder ziet: het is een jood." In december verhuisde Schmidt naar Wenen. Een toevluchtsoord voor steeds meer intellectuelen, kunstenaars, dissidenten, communisten en Joden. In Wenen waren de fascisten (antinazi omdat ze geen Anschluss wilden) van kanselier Dollfuss aan de macht en Schmidt maakte er geen probleem van om op het nieuwjaarsconcert van deze partij te zingen.

### Wereldwonder
Hij bleef - "voortgedreven als een circuspaard", zoals hij zelf zei - op tournee door Europa gaan en ook ging hij naar de Verenigde Staten. In 1937 trad hij maandenlang op in New York en in San Francisco, waar ze zeiden: "Dit jaar hebben wij twee wereldwonderen mogen beleven: De opening van de Golden Gate Bridge en de première van Joseph Schmidt". Hij ging niet in op het aanbod om in de VS te blijven, hij miste zijn moeder in de Boekovina, waar als hij in Europa zou blijven, gemakkelijker heen kon reizen.
Terug in Wenen, nam hij voor zijn Nederlandse bewonderaars een grammofoonplaat op, met -in perfect gezongen Nederlands-: Ik hou van Holland, een liedje van de Nederlandse componist Willy Schootemeijer (1894-1953), die bekendheid genoot als componist van marsmuziek (de KNVB Mars was ook van zijn hand). Met aan de keerzijde het larmoyante Het vissersmeisje.

## Op de vlucht (1938-1942)
In 1938, na de Anschluss, de annexatie van Oostenrijk door nazi-Duitsland, moest Schmidt echt op de vlucht. Eerst naar Nederland en België. (Waar zijn manager, Oom Leo, hem in 1940 in de steek liet). Na de Duitse bezetting daar kreeg hij van de Duitse bezettingsmacht een paspoort om te vertrekken naar het 'vrije' Frankrijk. Zijn manager in de Verenigde Staten zond hem een uitnodiging en de mogelijkheid een Cubaans visum te krijgen om de Atlantische Oceaan over te steken. Maar de toegang tot de VS was niet eenvoudig. Het lukte hem een visum voor Cuba te krijgen en een passagebiljet voor een schip daarnaartoe. Hij had een passagebiljet voor 20 december 1941 maar alle passagiersscheepvaart stopte toen Hitler op 11 december 1941 de oorlog aan de VS verklaarde.
Schmidt leefde heel de tijd op kosten van rijkere Joodse vrienden in een groezelig pension in Nice. Hij mocht één keer optreden en aria's in het Frans zingen (voor een Joodse organisatie). Midden 1942 kreeg hij het bevel zich naar een dorpje in het Centraal Massief te begeven. Hij moest zich steeds per 48 uur bij de Gendarmerie melden. Daar vernam hij ten slotte dat Vichy-Frankrijk niet-Franse Joden begon op te pakken om aan de Duitsers over te leveren in ruil voor het met rust laten van Franse Joden. Inmiddels was zijn Roemeense paspoort vervallen en officieel was hij stateloos. Hij moest en zou naar -het neutrale- Zwitserland, waar hij immers zou kunnen optreden.

### Einde: interneringskamp Zwitserland

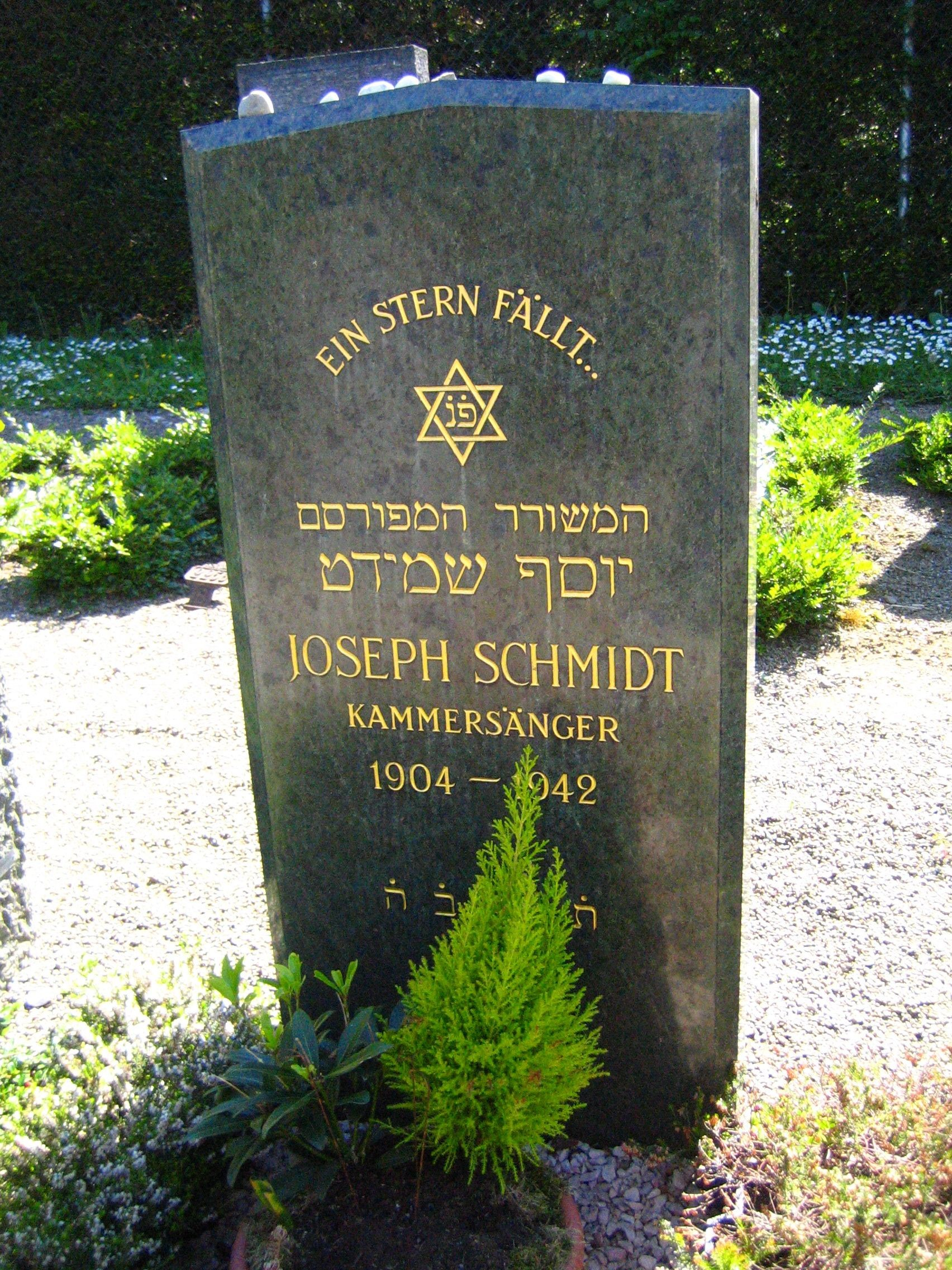
Joseph Schmidts grafsteen in het district Wiedikon van Zürich.

Langs de officiële weg lukte het niet Zwitserland te bereiken. Dit land had zijn grenzen bij het begin van de oorlog in 1940 gesloten voor de niet aflatende stroom vluchtelingen. Het lukte hem om tezamen met een groepje vluchtelingen na 6 dagen 's nachts marcheren om berooid (mensensmokkelaars vroegen veel geld) - met één klein handkoffertje - illegaal de Zwitserse grens over te steken bij Genève in de nacht van 7 op 8 oktober 1942.
Uitgeput zakte hij op straat in elkaar. De politie ontfermde zich over hem. Hij werd overgebracht naar het kamp Girenbad. Schmidt liep een keelontsteking op. Hij werd naar het ziekenhuis in Zürich overgebracht, waar men hem te vroeg ontsloeg en verdacht van 'simuleren' toen hij hartklachten had. Hij werd teruggestuurd naar het kamp, werd onwel en werd overgebracht naar een verwarmde kamer in restaurant Waldegg op een paar honderd meter van het kamp. Een dag later kreeg hij een hartaanval en de Joodse kamparts kon alleen maar de dood constateren.
Eén dag na zijn dood werd hem een arbeidsvergunning verleend en zou hij het kamp hebben kunnen verlaten. Joseph Schmidt ligt begraven op de joodse begraafplaats Unterer Friesenberg in Zürich (graf 2331).

## Nagedachtenis
- Ter gelegenheid van zijn honderdste geboortedag gaf de Deutsche Post op 11 maart 2004 een postzegel uit ter waarde van 55 eurocent.
- Ter gelegenheid van zijn honderdste geboortedag werd de lagere school in zijn geboortedorp Davidene Joseph Schmidt School genoemd. Niet omdat men hem sinds zijn jeugd in hoge ere hield, -integendeel, het gebied waar hij geboortig was, heeft een lange traditie van virulent antisemitisme- maar omdat een groeiend aantal bewonderaars van Schmidt uit West-Europa -overigens vergeefs- naar zijn sporen zocht in Davidene en Czernowitz, waardoor zijn naam daar weer enigszins bekend raakte, en men vermoedde een graantje van zijn vervlogen roem te kunnen meepikken.

## Repertoire

### Een greep uit zijn repertoire
- Smetana - Die verkaufte Braut
- Von Flotow - Martha
- Mozart - Die Zauberflöte, Idomeneo
- Offenbach - Les contes d'Hoffmann
- Rossini - Il barbiere di Siviglia, Guillaume Tell, Semiramide
- Verdi - Don Carlos, Il trovatore, La traviata, Rigoletto, Un ballo in maschera

### Films
- "Der Liebesexpreß" (1931)
- "Goethe lebt" (1932)
- "Gehetzte Menschen" (1932)
- "Ein Lied geht um die Welt" (1933)
- "Wenn Du jung bist gehört Dir die Welt" (1934)
- "Ein Stern fällt vom Himmel" (1934)
- "Heut' ist der schönste Tag in meinem Leben" (1936).
- "A Star Fell from Heaven England" (1936)